# Labben
Die Labben (norwegisch für Pfote) ist ein 1802 m hoher Nunatak in der Sør Rondane des ostantarktischen Königin-Maud-Lands. Im östlichen Teil des Kreitzerisen ragt er an der Westflanke des Bamsefjell auf.
Wissenschaftler des Norwegischen Polarinstituts benannten ihn 1988.